# Kampong Trabaek
Kampong Trabaek är ett distrikt i Kambodja.   Det ligger i provinsen Prey Veng, i den södra delen av landet, 90 km sydost om huvudstaden Phnom Penh.